# Frank DeCicco
Frank DeCicco (5 de noviembre de 1935 – 13 de abril de 1986), también conocido como Frankie D y Frankie Cheech, fue un mafioso estadounidense, consigliere y eventual subjefe de la familia criminal Gambino en Nueva York.

## Antecedentes
DeCicco fue el hijo de Vincent "Boozy" DeCicco de Benevento, Italia, un soldado alcohólico de la familia Gambino. DeCicco creció en Bath Beach, Brooklyn y de adulto vivió en Staten Island.
El hermano de Frank DeCicco fue el soldado Gambino George DeCicco y su hermana fue Betty DeCicco. El tío de Frank fue el capo Gambino George DeCicco. Frank tuvo dos hijos, Vincent y Grace. Vincent murió de cáncer al pulmón en el 2008. El sobrino de Frank fue el mafioso Gambino Robert DeCicco.
Frank fue un hombre alto y musculoso con un cuello ancho que mostraba sus arterias cuando se molestaba. DeCicco tiño su cabello plateado, dejando rayas plateadas. Tenía una nariz achatada. Fue un mafioso de bajo perfil y manejaba un Buick Electra 1985.

## Protegido de Castellano
A fines de los años 1960 e inicios de los 1970, DeCicco se unió a la familia Gambino y se convirtió en un "soldado". En 1973, DeCicco y el futuro subjefe de la familia criminal Lucchese Anthony Casso robaban a comerciantes de diamantes y secuestraban camiones en el estado de Nueva York. DeCicco eventualmente se convirtió en un protegido del jefe Paul Castellano quien también vivió en Bath Beach. DeCicco también era cercano al capo Gambino James Failla, a quien describía como su "rabino". La pandilla de DeCicco era una de las más poderosas en la familia. Incluía al asociado Joseph Watts, el chofer y guardaespaldas de John Gotti, Joseph Paruta, y Vito Rizzuto Sr.
DeCicco se involucró con la corrupción de sindicatos dentro del capítulo local 282 de la Hermandad internacional de camioneros, mantuvo una posición oficial dentro del sindicato para la que no se presentaba a trabajar. Los miembros de ese capítulo repartían concreto y materiales de construcción a las construcciones en la ciudad y Long Island. Aunque se le pagaba sobretiempo, DeCicco estaba muy rara vez presente en los sitios de construcción. Instaló varios miembros de la familia Gambino en el capítulo y fue responsable del pago de sobornos de los jefes sindicales a la familia Gambino. También asistía a reuniones en la mansión de Castellano ubicada en Todt Hill, Staten Island.

## Asesinatos de Scibetta y DeMeo
En 1978, Castellano supuestamente ordenó el asesinato del asociado de la familia Gambino Nicholas Scibetta. Schibetta, un consumidor de cocaína y alcohol, participó en varias peleas públicas e insultó a la hija de George DeCicco. Toda vez que Scibetta era el cuñado de Salvatore "Sammy the Bull" Gravano, Castellano le pidió a Frank DeCicco que primero le avisara a Gravano de la decisión. Cuando se lo comunicó, un furioso Gravano dijo que mataría antes a Castellano. Sin embargo, Gravano fue eventualmente calmado por DeCicco y aceptó la muerte de Scibetta como el castigo que se ganó por su comportamiento.
En 1983, Castellano ordenó a DeCicco arreglar el asesinato del soldado Gambino Roy DeMeo. DeMeo encabezaba una pandilla que había cometido 200 asesinatos por encargo. Para 1983, DeMeo estaba bajo investigación de la policía. Preocupado porque de DeMeo pudiera convertirse en un testigo del gobierno, Castellano ordenó su asesinato. Dada la reputación temeraria de DeMeo, DeCicco tuvo dificultades para encontrar algún miembro de la familia que hiciera el trabajo. Finalmente, reclutó a los asociados Anthony Senter y Joseph Testa, ambos miembros de la pandilla de DeMeo para que asesinaran a su capo. Ambos mafiosos asesinaron a DeMeo el 10 de enero de 1983.

## Asesinatos de Castellano y Bilotti
A fines de 1985, DeCicco y John Gotti conspiraron para asesinar a Castellano y su nuevo subjefe, Thomas Bilotti. Castellano había enfurecido a varios miembros de la familia con su fijación por los crímenes de cuello blanco y su percibida tacañería. Cuando Castellano nombró a su chofer Bilotti como subjefe para reemplazar al fallecido Aniello Dellacroce,}} Gotti decidió atacarlo. Aunque DeCicco había disfrutado de relaciones cercanas con Castellano, se unió a Gotti. Joseph Armone, Gravano, y Frank Locascio en la conspiración. DeCicco le avisó a Gotti que tendría una reunión con Castellano y varios otros mafiosos de la familia Gambino en el Sparks Steak House el 16 de diciembre. DeCicco y el mafioso James Failla apelaron a Castellano para reunirse con el hijo de Dellacroce. Toda vez que Castellano había faltado al funeral de Dellacroce, esta era una buena forma de remendar las relaciones con la familia. La cena se fijó en el restaurante Sparks en Midtown Manhattan.}}
Justo antes de las 5:30 p. m. del lunes 16 de diciembre, Castellano y Bilotti fueron asesinados mientras salían de su Lincoln Town Car afuera del restaurante.}}
Poco después de la muerte de Castellano, Gotti se declaró como el nuevo jefe de la familia y designó a DeCicco como su subjefe.  DeCicco tomó control de todos los garitos de "cuello blanco" que pertenecieron a la facción de Castellano. Antes de los dos asesinatos, Gravano le contó a DeCicco que él, y no Gotti, debía ser el nuevo jefe con Gotti siendo el subjefe.  DeCicco le respondió,

El maldito ego de John es demasiado grande. Yo podría ser su subjefe, pero él no sería el mío. Mira, tiene pelotas, tiene cerebro, tiene carisma. Si podemos controlarlo para detener las apuestas y toda su tontería extravagante, podría ser un buen jefe. Sammy, te voy a decir algo. Le daremos una oportunidad. Déjalo ser el jefe. Si no funciona en un año, tu y yo, lo mataremos. Yo seré el jefe y tu serás mi subjefe, y juntos manejaremos la familia de manera correcta.

Gravano luego diría en su autobiografía, "Louie (Milito) había sido capturado por algo y estuvo fuera un tiempo corto cuando hicimos nuestra movida (los asesinatos de Paul Castellano y Thomas Bilotti.) Frankie estaba echando humo. Louie podía habernos traicionado si no hubiera estado en la cárcel. Estaba jugando a ambos lados. Tan pronto como Louie salió de prisión, Frankie dijo que tenía que ser asesinado. Un tipo como él era demasiado tortuoso. Defendí la vida de Louie. Le pedí a Frankie, que ahora era el subjefe, que dejara a Louie estar bajo mi mando. Después de todo, le perdonamos la vida a la gente antes. Le diría a Louie lo que descubrimos. Lo pondría en vitrina. Traté de convencer a Frankie que no tenía que matarlo. Pero Frankie era inflexible. Louie tenía que morir."

## Muerte
El 13 de abril de 1986, DeCicco fue asesinado en Dyker Heights, Brooklyn, cuando su automóvil explotó luego de una visita al leal a Castellano James Failla. La explosión fue preparada por Victor Amuso y Anthony Casso de la familia Lucchese bajo órdenes de Vincent Gigante y el jefe Lucchese Anthony Corallo, para vengar los asesinatos de Castellano y Bilotti. Gotti tenía planeado visitar a Failla ese día pero canceló y la bomba detonó matando a un soldado que fue junto con DeCicco y que fue tomado por error como el jefe.
En noviembre de 1997, el autor Jerry Capeci reportó que Casso, ahora un testigo del gobierno, reveló que los conspiradores seleccionaron al asociado Genovese Herbert Pate para matar a Gotti con una bomba. Casso le dijo a los investigadores que los conspiradores decidieron matar a Gotti y a DeCicco con una bomba para que los Gambino crean que los responsables fueron los Zips, o mafiosos sicilianos. Aunque los gánsters sicilianos son famosos por usar bombas, estas fueron prohibidas en la Mafia estadounidense porque ponían en riesgo a personas inocentes. Casso también le contó a las autoridades que Pate fue elegido porque no tenía ningún vínculo con la familia Gambino y así no sería reconocido cuando se acercaba a DeCicco.

### Consecuencias
El agente supervisor de la DEA, Edward Magnuson testificó que un informante confidencial le había dicho que Gotti estuvo "muy molesto por el asesinato de Frank DeCicco, y que cuando estuviera en libertad bajo fianza, o cuando el juicio terminara, iba a haber una guerra y que John se vengaría." Gotti instruyó a todos los made men Gambino que asistieran al funeral de DeCicco's que se llevó durante dos días en una casa funeraria cerca del lugar de la explosión. Para reemplazar a DeCicco, Gotti finalmente nombró al capo Joseph Armone.
La Diócesis de Brooklyn negó a DeCicco la celebración de una misa antes del entierro señalando que debería ser pospuesta para la seguridad de la familia y para honrar "la solemnidad de la ocasión".
Fue interpretado varias veces en películas. En la película para televisión de 1996 Gotti, Frank DeCicco es interpretado por Robert Miranda. En la película para televisión de 1998 Witness to the Mob, Frank es interpretado por Frank Vincent. En la película del 2018 Gotti, Frank DeCicco es interpretado por Chris Mulkey.